# Erin
Erin é uma palavra do inglês da Irlanda derivada da palavra irlandesa Éirinn. Originalmente a palavra foi empregada como caso dativo para a Irlanda.
Poetas e irlandeses nacionalistas do século XIX usaram a palavra Erin em inglês como um nome romântico para a Irlanda.
De acordo com a mitologia irlandesa, o nome foi dado à ilha da Irlanda pelos Milesianos em homenagem ao deus Ériu.
Erin go bragh ("Éirinn go brách" em irlandês), é um slogan datado da rebelião irlandesa de 1798 e é comumente traduzido como "Irlanda para sempre".